# Emma Withnell
Emma Mary Withnell (Guildford, 19 december 1842 - Mount Lawley, 16 mei 1928) was een van de pioniers die het noordwesten van West-Australië koloniseerden. Ze werd "moeder van het noordwesten" genoemd omwille van haar inzet voor zowel de koloniale gemeenschap als die van de Aborigines.

## Vroege leven
Emma Withnell werd geboren als Emma Hancock te Guildford, tegenwoordig een buitenwijk van Perth, in 1842. Haar vader was George Hancock en boerde nabij Beverley. Hij had universitaire studies achter de rug en gaf 's avonds thuisonderwijs aan zijn kinderen. Haar moeder werd geboren als Sophia Gregory en was de zus van ontdekkingsreiziger Francis Thomas Gregory die in 1861 het noordwesten van West-Australië verkende. De zeventien jaar jonge Emma Hancock huwde John Withnell op 10 mei 1859 te York en werd aldus Emma Withnell. Vier jaar later beslisten de Withnells om hun geluk te beproeven in het noordwesten van West-Australië. Ze scheepten in op het schip Sea Ripple met hun twee eerste zoontjes George en John, Emma's jonge zus Frances ('Fanny') Hancock en broer John Hancock, John Withnell's broer Robert, drie knechten, voorraden voor een lange periode, duizend schapen, tien trekpaarden, een rijpaard, zes runderen en een Clydesdaleveulen.

## Noordwest West-Australië
De bootreis in 1864 duurde een maand. Het plan was om naar Port Hedland te varen en grondgebied langs de rivier De Grey in te nemen. Nabij Tien Tsin, het latere Cossack, belette windstilte de Sea Ripple verder te varen. Vele dieren bezweken aan boord. Toen de wind eindelijk weer toenam joegen storm en tij de Sea Ripple echter op een rif. Nadat het lekke schip voorlopig hersteld en weer drijvende was, werd beslist in Tien Tsin aan land te gaan in plaats van te proberen naar Port Hedland te varen. Eens aan land restte hen nog slechts vierentachtig ooien, twee rammen, een rund en een paard. Een storm blies ook nog een deel van de voorraden weg die ze nabij de landingsplaats hadden opgeslagen. Gelukkig kregen ze hulp van een vroeger lid van de Gregory-expeditie, William Shakespere ('Shaky') Hall, die de Andoverstation beheerde, en vrouwen en kinderen onderdak gaf.
John Withnell ging op zoek naar drinkbaar water, weidegrond en een plaats voor het bouwen van een hofstede en vond een waterpoel langs de rivier Harding. De poel werd door de Aborigines Eramuckadoo genoemd, naar de naam voor de wilde vijgen die langs de Harding groeiden. De Witnells vestigden zich aan de voet van een heuvel die ze "Mount Welcome" noemden. Een week nadat ze bij Mount Welcome was aangekomen beviel Emma Withnell van haar derde kind, Robert Harding Dewitt Withnell. Ze zou veertig jaar in het noordwesten blijven en nog acht kinderen baren. In september werden de schapen voor het eerst geschoren maar de internationale wolprijzen waren laag. Haar man vulde het inkomen aan met parelduiken terwijl zij de schapenstation in bedrijf hield, kookte, naaide en de kinderen onderwees. De Withnells namen 12.000 hectare in nabij Mount Welcome langs de rivier Harding en 40.000 hectare langs de rivier Sherlock. Net zoals de andere kolonisten in het noorden hadden ze al snel de hulp en arbeid van de Aborigines nodig. Emma Withnell had ook een medicijnkist meegenomen en wist daarmee het vertrouwen van de Aborigines te winnen die haar "Medicin Woman" noemden.
A.S Sholl stichtte het plaatsje Roebourne in 1866 op de Mount Welcome Station. Haar man bouwde een lichter om passagiers en goederen te vervoeren tussen Roebourne en het haventje dat zich ontwikkelde te Tien Tsin en dat ook wel Port Walcott werd genoemd. De Withnells baatten ook een kleine beenhouwerij uit. De lichter zonk in 1867 en zorgde voor een financiële put. 1870 en 1872 waren jaren van grote droogte en werden gevolgd door een orkaan die hun hofstede vernietigde en een groot deel van de veestapel doodde. Emma Withnell was thuis op het moment van de orkaan en werd tegen de grond geblazen toen ze het huis uit liep. Haar baby James Withnell waaide uit haar armen en werd in een stapel brandhout terug gevonden maar bleek ongedeerd. Een brand in 1878 legde de meeste gebouwen van het schapenstation in as. Het jaar daarop verkochten de Withnells Mount Welcome Station aan R.J. Sholl en verhuisden naar de Sherlock Station.
De Withnells hielden bij hen thuis misvieringen voor de kolonisten uit de omgeving. Emma Withnell gaf zondagsschool voor kinderen, verzorgde zieken en hielp bij bevallingen. Ze werd de "Moeder van het Noordwesten" genoemd. Toen in 1866 een pokkenepidemie toesloeg bij de Aborigines verzorgde en vaccineerde Emma hen. De Aborigines gaven de Withnells de titels van "Boorong" en "Banaker" waardoor deze zich vrij in de verschillende Aboriginesgroepen konden bewegen. Ze werden opgenomen in de Ngalama Aboriginesgroep en John kreeg de uitzonderlijke eer een initiatie mee te mogen maken.
Het hardste aan haar bestaan in het noordwesten had Emma Withnell de "afschuwelijke eenzaamheid" gevonden. Ooit schoot ze 's avonds in paniek met een geweer op kleren die ze 's ochtends te drogen had gehangen. Ook de dorst beschreef ze in haar dagboek als een ware verschrikking.

## Nalatenschap
In 1890 gingen Emma Withnell en haar man op rust in Mount Lawley nabij Perth. Ze hadden elf stations opgericht in de Pilbara die door hun zonen en schoonzonen werden beheerd. Hun zoon Jimmy Withnell vond op het Mallina-station het eerste goud van de Pilbara. Op 15 mei 1898 ging haar man heen. In 1920 werd Emma Withnell, op achtenzeventigjarige leeftijd, benoemd tot een van de eerste vrouwelijke vrederechters van West-Australië. De vijfentachtigjarige Emma Withnell stierf op 16 mei 1928 aan cholecystitis. Ze werd naast haar man begraven op het anglicaanse kerkhof van Guildford. Haar portret hangt in de "Hall of pioneers" in een gebouw van de National Trust in Mangowine. In 1961 richtte de CWA ter ere van Emma Withnell in Roebourne een gedenksteen op met stenen uit de Nickolbaai. De Emma Withnell Heritage Trail in Roebourne, een erfgoedroute, draagt haar naam.